# Svrabov
Svrabov (německy Swrabow) je obec v okrese Tábor v Jihočeském kraji. Žije zde 51 obyvatel. 
Obec leží tři kilometry severozápadně od Tábora. Část Hejlov leží asi 500 metrů východně od vsi Svrabov.

## Název
Jméno obce vzniklo pravděpodobně odvozením od nakažlivé kožní choroby svrab.

## Historie
První písemná zmínka o obci pochází z roku 1318.
Dvůr, nazývaný někdy také Srabov, patřil v 18. století Jenšíkům z Ježova; na přelomu 18. a 19. století zde vznikl nevelký jednopatrový zámeček jako sídlo aristokrata – barona Václava Verniera (zde pobýval také jako host J. V. Kamarýt). Budova po roce 1950 jako součást JZD celá desetiletí chátrala, po vrácení v restituci (po roce 1989) a dalším prodeji v současnosti (2008) sice ještě částečně slouží novému majiteli, ale je už prakticky neopravitelná k obývání nebo k provozu. Zpustlý je také kdysi rozsáhlý park.

## Obyvatelstvo
| Rok            | 1869 | 1880 | 1890 | 1900 | 1910 | 1921 | 1930 | 1950 | 1961 | 1970 | 1980 | 1991 | 2001 | 2011 | 2021 |
| -------------- | ---- | ---- | ---- | ---- | ---- | ---- | ---- | ---- | ---- | ---- | ---- | ---- | ---- | ---- | ---- |
| Počet obyvatel | 185  | 177  | 172  | 173  | 200  | 182  | 180  | 111  | 124  | 109  | 92   | 78   | 52   | 52   | 52   |
| Počet domů     | 20   | 20   | 21   | 22   | 20   | 20   | 24   | 22   | 23   | 22   | 24   | 27   | 26   | 26   | 27   |

## Obecní správa
Při sčítání lidu v roce 1869 Svrabov byl jako osada obce ke Klokotům v okrese Tábor. V letech 1880–1921 byl jako osada obce k Náchodu. V letech 1930–1975 byl obcí. Od 1. ledna 1976 do 30. června 1980 patřil jako část obce k Radkovu. Od 1. července 1980 do 23. listopadu 1990 patřil jako část obce k Dražicím a od 24. listopadu 1990 je opět samostatnou obcí.

### Části obce
- Svrabov
- Hejlov

V letech 1960–1975 k obci patřily i Nasavrky.

## Doprava
Obec leží asi 2,5 kilometru od odbočky ze silnice č. 603 na severním okraji místní části Tábor-Náchod a jeden kilometr severně od letiště Všechov. Nejbližší železniční spojení je stanice Balkova Lhota západně dva kilometry nebo zastávka Nasavrky severovýchodně jeden kilometr na trati č. 201 Tábor – Ražice.

## Pamětihodnosti
V obci je kaple zasvěcená Panně Marii. Nechal ji postavit po roce 1918 zdejší zámecký pán z vděku za návrat svého syna živého a zdravého z bojů první světové války. Kaple byla okolo roku 2000 opravena.

## Pověsti
Podle pověsti se na cestě k Hejlovu v den výročí svého někdejšího zločinu zjevuje a straší proklatý huntýř, který zabil řezníka a byl sám potom popraven.

## Galerie

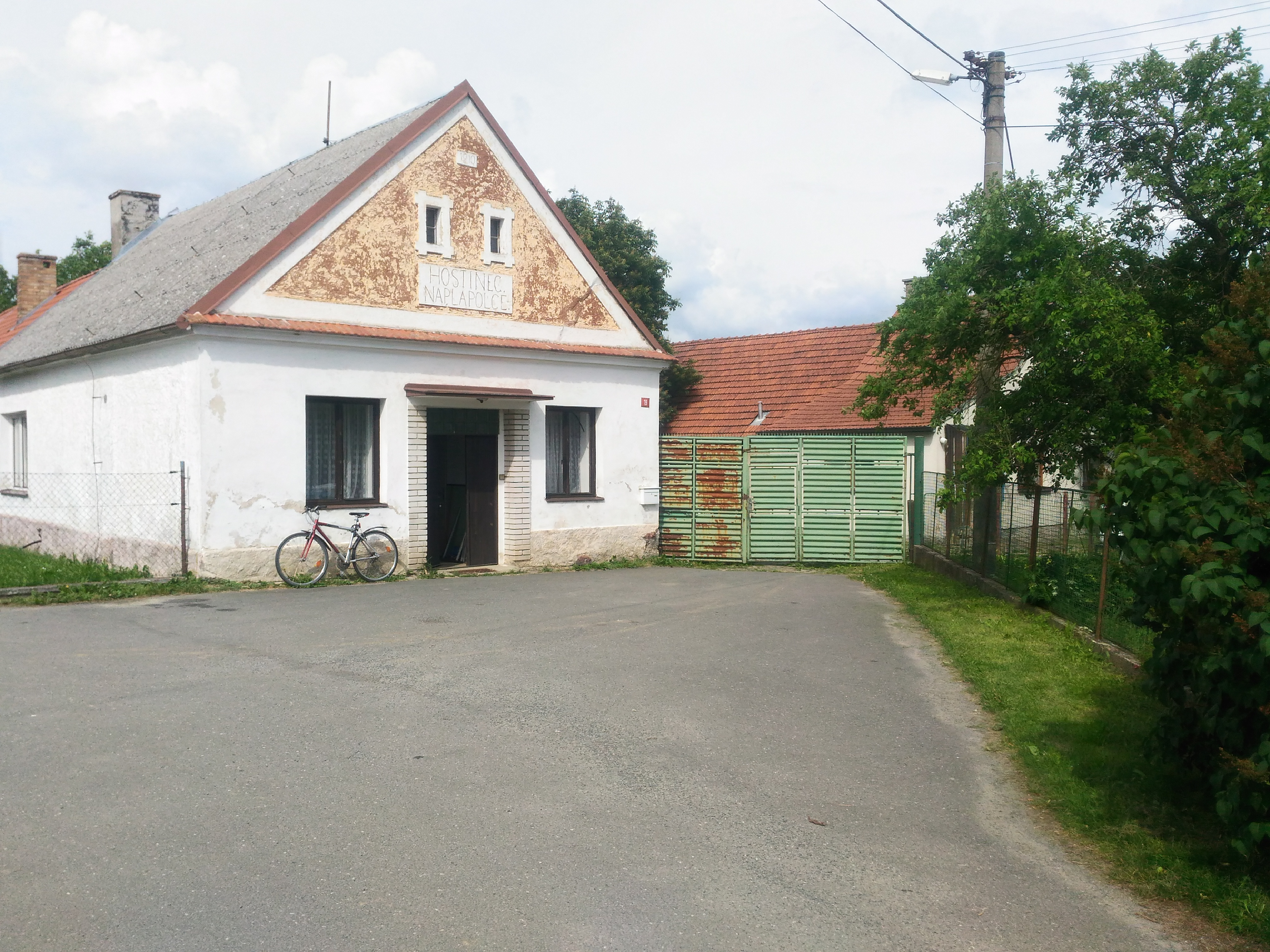
Dům
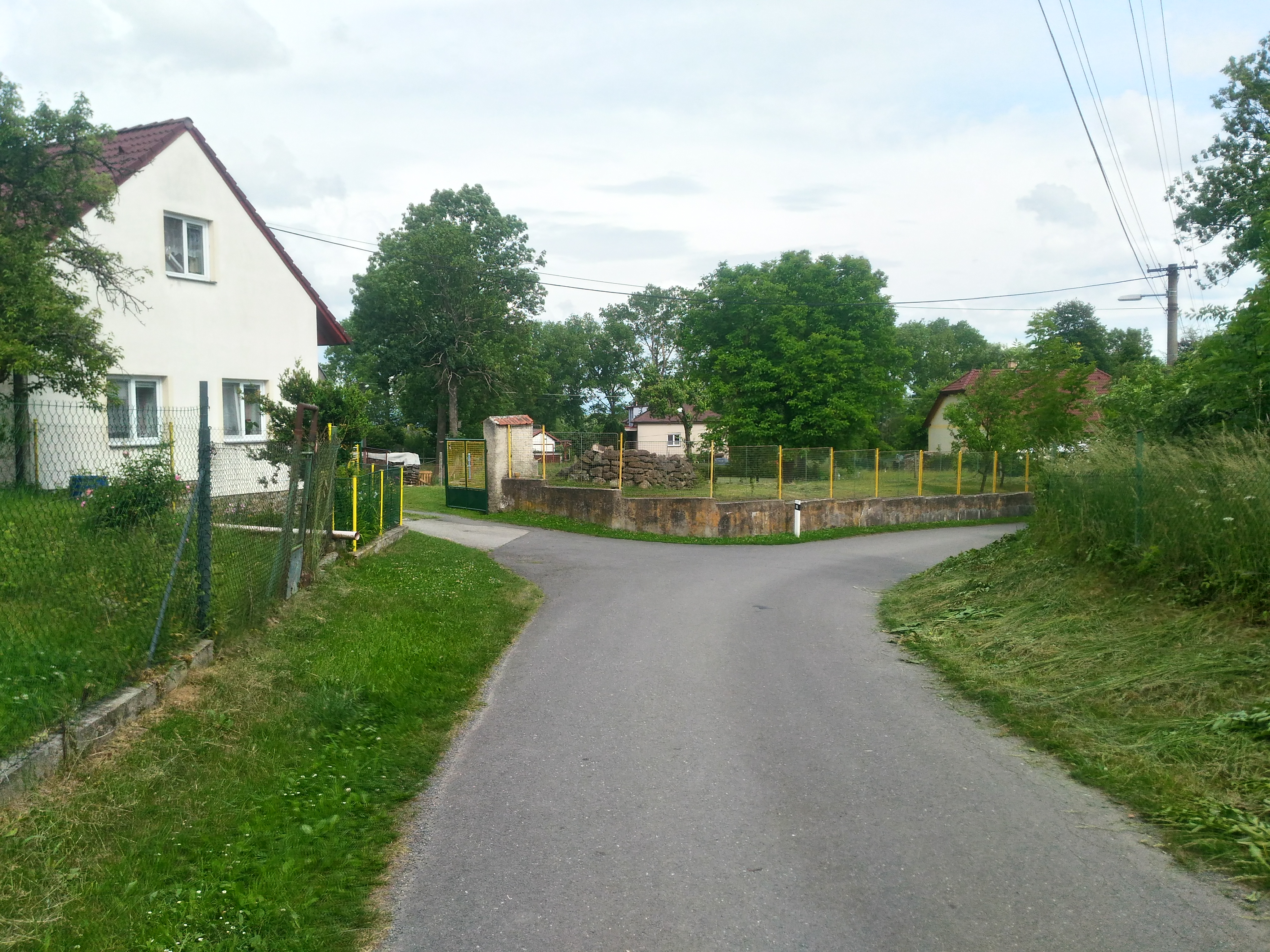
Rozcestí